# Natalie Hinds
Natalie Hinds (Midland, 7 dicembre 1993) è una nuotatrice statunitense, specialista dei 50 e 100 metri stile libero.

## Palmarès
- Giochi olimpici

Tokyo 2020: bronzo nella 4x100m sl.
- Mondiali

Budapest 2022: oro nella 4x100m misti e bronzo nella 4x100m sl.
- Mondiali in vasca corta

Melbourne 2022: oro nella 4x50m sl, argento nella 4x100m sl e nella 4x50m misti.